# Anouk
Anouk is de artiestennaam van Anouk Teeuwe (Den Haag, 8 april 1975), een Nederlands zangeres, songwriter en producer.
Anouk brak in 1997 door met de single 'Nobody's Wife' en stond sindsdien met vele albums en singles in de Nederlandse en Belgische hitlijsten. Enkele van haar andere hits zijn 'R U kiddin' me', 'Michel', 'Girl', 'Lost', 'Modern World', 'Three Days in a Row' en 'Woman'. Anouk bracht tot en met 2023 veertien studioalbums uit. Anouk behaalde bij het Eurovisiesongfestival 2013 voor Nederland de negende plaats met het nummer 'Birds'. Ze is met acht optredens de artiest met de meeste optredens op Pinkpop.

## Jeugd
Anouk kreeg het muzikale van huis uit mee: haar moeder was zangeres in een bluesband. Ze had een enigszins turbulente jeugd; haar vader verliet het gezin toen ze drie jaar oud was, als puber experimenteerde ze met drugs en in de derde klas van de mavo stopte ze met school.
Nadat ze op haar veertiende wegliep van huis kwam ze in tehuizen terecht. In diezelfde periode begon ze serieus met zingen en op vijftienjarige leeftijd gaf ze in Muzikantencafé De Pater in Den Haag haar allereerste optreden. Begin jaren negentig zong Anouk in de rhythm-and-bluesband Shotgun Wedding op bruiloften, feesten en festivals. In 1994 werd ze, zonder de vereiste vooropleiding, aangenomen op het Rotterdams Conservatorium. Ze kon er echter niet aarden en stopte na twee jaar met de opleiding omdat ze de theorie niet meer aankon.

## Carrière

### 1995-2001:Together AloneenUrban Solitude
Midden jaren negentig stapte Anouk uit Shotgun Wedding waarna ze verder ging met een eigen begeleidingsband. In 1995 werd haar talent voor het eerst in de Nederlandse popwereld opgemerkt door radio-dj Alfred Lagarde, die enkele van haar demo's mixte. Datzelfde jaar bracht haar toenmalige manager en echtgenoot Edwin Jansen haar in aanraking met Golden Earring-zanger Barry Hay. Nadat Hay haar zag optreden op het Zeeheldenfestival in Den Haag was hij zo enthousiast over haar zangkwaliteiten dat hij aanbood materiaal voor haar te schrijven. Dit leidde in 1996 tot de single 'Mood Indigo', geschreven en geproduceerd door Hay en Golden Earring-gitarist George Kooymans. Ook tekende Anouk bij Dino Music haar eerste platencontract.
Vervolgens leerde Anouk componist Bart van Veen kennen, met wie ze aan enkele nummers werkte. Haar begeleidingsband bestond op dat moment uit Satindra Kalpoe (drums), Carlos Lake (basgitaar), Paul Jan Bakker (gitaar) en Ruud Groenendijk (gitaar). In september 1997 werd haar tweede single uitgebracht, Nobody's Wife. Dit nummer betekende Anouks grote doorbraak. 'Nobody's Wife' stond wekenlang hoog in de Nederlandse hitlijsten. Ook internationaal bleef het nummer niet onopgemerkt; in Noorwegen en Zweden stond het op de tweede plaats en ook haalde het toptien-noteringen in Vlaanderen, Finland en Denemarken. In oktober kwam Anouks debuutalbum Together Alone uit, geproduceerd door Hay en Kooymans. Dankzij het succes van de single verkocht het album goed. In Nederland werd Together Alone drie keer platina, terwijl in Scandinavië en Italië de status van respectievelijk goud en platina werd behaald. In 1998 kwamen de singles 'It's So Hard' en 'Sacrifice' uit. Anouk trad veel op in 1998. Met haar liveband, bestaande uit Kalpoe, Lake, Roland Dirkse en Sven Figee, stond ze op Noorderslag, Parkpop en KoninginneNach. Bij haar optreden op Pinkpop werd ze met een ei bekogeld, waarna ze haar besmeurd T-shirt uittrok, en in haar beha onverstoorbaar doorging met zingen.
In november 1999 kwam Anouks tweede album uit, Urban Solitude. Dankzij de succesvolle eerste single R U Kiddin' Me debuteerde het album op nummer 1 in de Album Top 100. In 2000 kwamen de singles 'The Dark' en 'Michel' uit. Anouk vertrok vervolgens naar Amerika voor nieuwe opnames. De eerste onderhandelingen met haar Amerikaanse label waren echter niet succesvol verlopen. Begin 2001 kwam haar single 'Don't' uit, waarna ze aan de AA Tour-Semi Acoustic-tour begon, die vanaf februari door Nederland trok.
In maart 2001 verscheen Lost Tracks, een album met niet eerder uitgebrachte nummers, waaronder duetten met K's Choice-zangeres Sarah Bettens en Postman, alternatieve en akoestische versies van oude nummers en alle tot dan toe gemaakte videoclips inclusief een niet eerder getoonde versie van 'Sacrifice'. Datzelfde jaar ontsloeg Anouk haar volledige begeleidingsband, nadat gitarist Paul Jan Bakker tot haar grote onvrede bij Kane had gespeeld en de rest van de band vervolgens partij koos voor Bakker. Ze zette een nieuwe begeleidingsband op, bestaande uit drummer Hans Eijkenaar, bassist Silvano Matadin en gitarist René van Barneveld (beiden ex-Urban Dance Squad), toetsenist Robin van Vliet (Slagerij van Kampen) en gitarist Jack Pisters.

### 2002-2006:Graduated FoolenHotel New York
In november 2002 verscheen Anouks derde studioalbum, Graduated Fool. Op het album werd ze begeleid door René van Barneveld, Lex Bolderdijk, Hans Eijkenaar, Michel van Schie en Leendert Haaksma. Het laatste drietal plus gitarist Martijn van Agt waren vanaf november ook haar begeleidingsband tijdens concerten. Het nummer 'Everything' werd als eerste single uitgebracht. De videoclip van de tweede single, 'I Live for You', werd gemaakt door filmmaker Rosto, die eerder al de bijzondere clip voor de single 'The Dark' maakte. De videoclip, waarin Anouk naakt onder water verschijnt, won een prijs op het Nederlands Film Festival. Toch werd de clip alleen op The Box gedraaid en flopte de single. MTV en TMF boycotten de clip vanwege onenigheid met het management van Anouk.

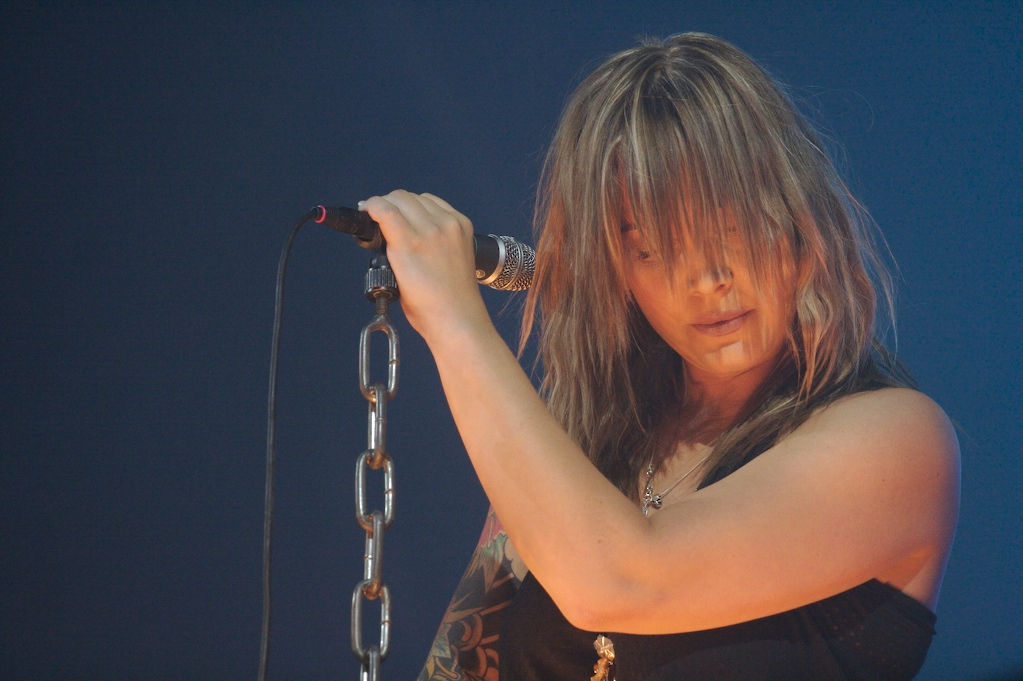
Anouk op Lowlands 2006.

In 2003 droeg ze bij aan het nummer 'Between These Walls' van Junkie XL, verschenen op het album Radio JXL: A Broadcast from the Computer Hell Cabin. In januari 2004 verscheen het album Update, dat akoestische versies van bestaande nummers bevat. Tegelijkertijd kwam ook Close Up uit, een dvd met onder andere liveoptreden van festivals en een bonus-cd. In december 2004 verscheen haar album Hotel New York, dat op nummer één binnenkwam in de albumhitlijst. De single 'Girl' was een groot succes; de grootste hit voor een solozangeres tot dan toe. Hotel New York werd een jaar later heruitgebracht als dubbelalbum.
Eind 2005 gaf Anouk met haar toenmalige begeleidingsband (Eijkenaar, Van Schie, Haaksma en Van Agt, aangevuld met toetsenist Ronald Kool) vier concerten in Rotterdam en twee in Antwerpen, die opmerkelijk snel waren uitverkocht. In april 2006 bracht Anouk de live-dvd Anouk is Alive uit van de concerten in Ahoy en kondigde ze een festivaltour aan. Ze speelde op Paaspop en trad met Koninginnedag op voor 280.000 mensen op het Museumplein te Amsterdam. Ze speelde verder op onder andere Bospop, Rock Werchter en Lowlands. Een optreden op Pinkpop viel echter in het water door onderhandelingsproblemen. Ook verzorgde ze bijna alle zangpartijen voor het album Green van haar toenmalige echtgenoot, Remon 'Postman' Stotijn, dat in mei van dat jaar uitkwam.
Ook in het buitenland werd Anouk succesvol in 2006. Naast de Benelux behaalde ze succes in Israël en Turkije. In februari bereikte ze de nummer één-positie in de Albanese hitlijst met de single 'One Word'. Eind 2006 probeerde Anouk in Canada voet aan de grond te krijgen door Hotel New York daar uit te brengen met een extra nummer, 'With You'. Dit nummer, geschreven met zanger Dan Hill, werd tevens uitgebracht als single, maar het beoogde succes bleef uit.

### 2007-2008:Who's Your Momma
In de zomer van 2007 nam Anouk haar vijfde studioalbum op met Amerikaanse muzikanten en de producer Glen Ballard. Begin oktober verbrak ze echter de samenwerking met haar begeleidingsband (Eijkenaar, Van Agt, Van Schie, Kool en Haaksma). De bandleden, die overigens niet het nieuwe album hadden ingespeeld, zouden kritiek hebben geuit op het nieuwe werk van Anouk toen ze het hun liet horen. Voor Anouk, die zich al eerder aan hun kritiek had geërgerd, was dit de druppel die de emmer deed overlopen. Zonder band zag ze zich genoodzaakt om de optredens rondom de verschijning van het album uit te stellen. Daarna stelde ze in zeer korte tijd een nieuwe band samen, bestaande uit Angelo de Rijke (gitaar), Memru Renjaan (gitaar), Boaz Kroon (bas), Oscar Kraal (drums) en Thijs Boontjes (toetsen). Een aantal van hen vormden samen tevens de rockgroep King Jack. Deze band werd ook wel bekend als de 'Jongehondenband', omdat bijna alle muzikanten toentertijd tussen de 17 en 23 jaar waren.
Per 1 februari 2007 had Anouk in de persoon van Cees van Leeuwen een nieuwe artiestenmanager in de arm genomen. Op 17 augustus dat jaar verbrak ze per e-mail de overeenkomst op grond van "incompatibilité d’humeurs". Volgens de manager was die beëindiging niet rechtsgeldig en hij spande een kort geding aan. De voorzieningenrechter oordeelde dat Anouks reden voor het opzeggen van de contractuele verplichtingen wel degelijk rechtmatig was.
Op 2 november 2007 kwam de eerste single getiteld 'Good God' van Anouks nieuwe album uit, en later een spraakmakende clip van de hand van Jonas Åkerlund. De single ging op 15 november in première op 3FM en werd 3FM Megahit en TMF Superclip in Nederland en België. De single en videoclip kenden een wat moeizame start op radio en tv, wat ook zijn effecten had op de singleverkoop. Het album zelf, Who's Your Momma, volgde op 23 november. Het album werd zeer goed ontvangen; overal gingen er geluiden op over Anouks mogelijke doorbraak met het internationaal georiënteerde album, mede dankzij de beroemde showbizzblogger Perez Hilton die 'Good God' op zijn site plaatste en Anouk bestempelde als de Nederlandse Amy Winehouse.

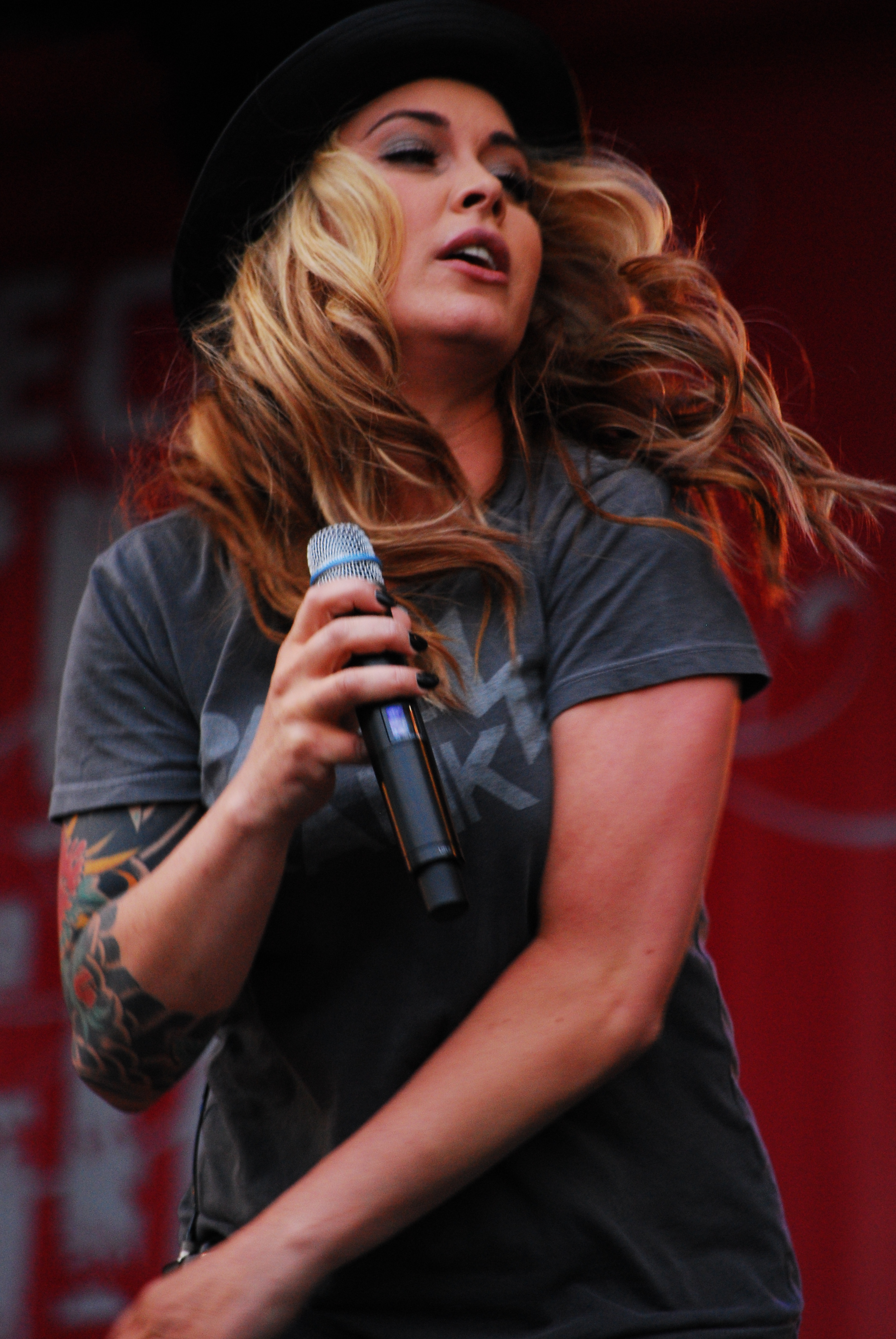
Anouk op Festival Mundial in 2008.

Op 3 december 2007, de dag dat Who's Your Momma op nummer één binnenkwam in de Album Top 100, gaf ze op de radio (tijdens Evers staat op, Radio 538) voor het eerst een optreden met haar nieuwe jonge begeleidingsband.
Op 28 januari 2008 kwam de tweede single van haar nieuwe album uit, getiteld I Don't Wanna Hurt. Bij de single verscheen geen videoclip omdat Anouk het te druk had met optredens en voorbereidingen op haar (stadion)concerten, die ze in maart gaf onder de naam Who's Your Momma Tour in het Sportpaleis in Antwerpen (19 en 21 maart) en GelreDome in Arnhem (28 en 29 maart). Alle kaartjes waren al binnen enkele dagen uitverkocht. Aan deze concerten gingen try-outs vooraf in De Oosterpoort in Groningen, het Paard van Troje in Den Haag en de Melkweg in Amsterdam.
In maart nam ze in Los Angeles haar videoclip op voor de derde single Modern World met regisseuse Melina Matsoukas. De videoclip kwam uit in april en dezelfde dag stond de video op de site van Perez Hilton. Het was de grootste clip van Anouk ooit, met Anouk zingend en dansend als een amish-vrouw in verschillende settings. De single kwam begin mei uit in drie verschillende versies met allerlei extra's. In Turkije bereikte het nummer de nummer-1 positie in de hitlijsten.
Begin mei dook op internet het nummer With You op. Dit nummer schreef ze samen met de bekende songwriter Dan Hill (die ook had meegeschreven aan 'I Don't Wanna Hurt'), speciaal ter promotie van Hotel New York in Canada. Giel Beelen draaide het nummer een aantal keer in zijn radioprogramma op 3FM, maar na ingrijpen van Anouks platenmaatschappij EMI Music, werd geprobeerd verdere verspreiding van het nummer te voorkomen.
Anouk behaalde onverwacht succes in Noorwegen nadat de zestienjarige Erlend Bratland daar de talentenjacht Norway's Got Talent won na in de finale Anouks nummer 'Lost' te hebben gezongen. De Noren pikten het nummer massaal op, waardoor het een grote hit werd in de Noorse hitlijsten. Anouk wilde graag naar Noorwegen voor promotie, maar haar platenmaatschappij liet haar niet gaan. Als antwoord op het succes werd Who's Your Momma in Noorwegen uitgebracht met als extra nummer 'Lost'. Even later werd het nummer ook in Amerika opgepikt, nadat het gebruikt werd in het tv-programma So You Think You Can Dance.
In september kwam haar single 'If I Go' uit met als videoclip de livebeelden van haar concert in de GelreDome in 2008.
Ook ging ze lesgeven aan het Conservatorium van Amsterdam. Op het conservatorium gaf ze zowel groepslessen als individuele cursussen.
Anouk sloot op 31 december 2008 het jaar af met een concert op de Dam in Amsterdam.

### 2009-2012:For Bitter or WorseenTo Get Her Together
In juli 2009 beëindigde Anouk de samenwerking met drie bandleden: gitaristen Angelo de Rijke, Memru Renjaan en bassist Boaz Kroon. Beide gitaristen werden vervangen door Martijn van Agt en Leendert Haaksma, die eerder al in haar band speelden. De bassist werd vervangen door Glenn Gaddum jr. Even later besloot Thijs Boontjes, de toetsenist, de band ook te verlaten. Zijn laatste optreden met Anouk was op 17 september 2009 in Paradiso. In juli 2009 werd ook bekend dat er een nieuw album uit zou komen: For Bitter or Worse. De eerste single 'Three Days in a Row' werd door Anouk voor het eerst live gespeeld begin augustus op de Lokerse Feesten in België. Deze single stond tegelijkertijd in alle Nederlandse hitlijsten op nummer één, namelijk de 3FM Mega Top 50, de Top 40, de Single Top 100 en de downloadcharts.
Op 18 september 2009 kwam het album uit via platenmaatschappij EMI. Het album behaalde na de eerste verkoopdag al platina en kwam binnen op nummer één in de albumlijsten. De tweede single 'Woman' kwam uit in november 2009.
In januari 2010 kwam de derde single 'For Bitter or Worse' uit. De eerste bijbehorende videoclip werd om onbekende redenen afgekeurd. Een tweede nieuwe videoclip werd geschoten en ging op 16 februari in première op de website van De Telegraaf. Het nummer 'For Bitter or Worse' is tevens de titelsong van de film De gelukkige huisvrouw. Voor de film werd een aangepaste versie van de videoclip gemaakt die beelden van de film bevat. In mei 2010 kwam de vierde single van het album getiteld 'Lovedrunk' uit. Bij de single werd geen videoclip geschoten. Het nummer wist de hitlijsten niet te bereiken. Anouk zette in augustus 2010 een nieuw album opzij omdat ze het een te donkere plaat vond en niet geschikt om op dat moment uit te brengen. Ze gaf aan volgend jaar een vrolijkere plaat te willen uitbrengen. Ook plannen voor een nieuwe tour door Nederland blies ze af omdat deze niet goed voelde. Haar baan als docente aan het conservatorium zegde ze op omdat er volgens haar een gebrek aan talent is.
Op 20 mei 2011 bracht Anouk haar zevende studioalbum getiteld To Get Her Together uit. Op dit album is ook meegezongen door onder andere de bekende Nederlandse zangeressen: Trijntje Oosterhuis, Berget Lewis, Shirma Rouse en Jenny Lane. Op 28 februari plaatste Anouk het nieuwe nummer Killer Bee op YouTube. Dit was een opwarmertje voor het nieuwe album. Het nummer werd begeleid door een videoclip met beelden uit de studio waar Anouk en haar collega's wekenlang aan het werk waren. Het nummer werd ondanks dat het geen single is uitgeroepen tot 3FM Megahit en Radio538 Alarmschijf. Het nummer was vier dagen gratis te downloaden via iTunes. Op 6 april ging de eerste single 'Down & Dirty' van het album To Get Her Together in première. Eind mei werd het nummer 'What Have You Done' als promotiesingle uitgebracht. Aangezien het geen officiële single is, is het nummer niet verder dan de tipparade gekomen en werd er geen videoclip voor opgenomen. De muziek is gebaseerd op het nummer 'Onderweg' van Abel, de tekst is echter aangepast en de sfeer van het nummer is ook een stuk donkerder. Op 20 juni werd de tweede officiële single van het album uitgebracht, 'I'm a Cliche'. Dit was de eerste single van het album waarbij een videoclip opgenomen werd. In de video loopt Anouk in een Amsterdamse buurt en wordt in verschillende scènes aangereden door een auto en neergeschoten met een vuurwapen.
Op 25 november 2011 verscheen het album Live at Toomler, dat bestaat uit live-versies van nummers die grotendeels afkomstig zijn van To Get Her Together, opgenomen in Toomler te Amsterdam.
Anouks single 'Lost' uit 2005 werd begin 2012 in Denemarken een hit nadat de zeventienjarige Ida Østergaard Madsen het zong tijdens haar auditie voor de Deense variant van X-Factor, waarvan ze uiteindelijk ook de finale won. Het nummer bereikte de derde plaats in officiële Deense single-hitlijsten en de eerste plaats in de Deense downloadlijst van iTunes. Voor zangeres Trijntje Oosterhuis componeerde Anouk het album Wrecks We Adore dat half april 2012 bij EMI Music werd uitgebracht.

### 2013-2014: Eurovisiesongfestival,Sad Singalong Songsen Symphonica In Rosso

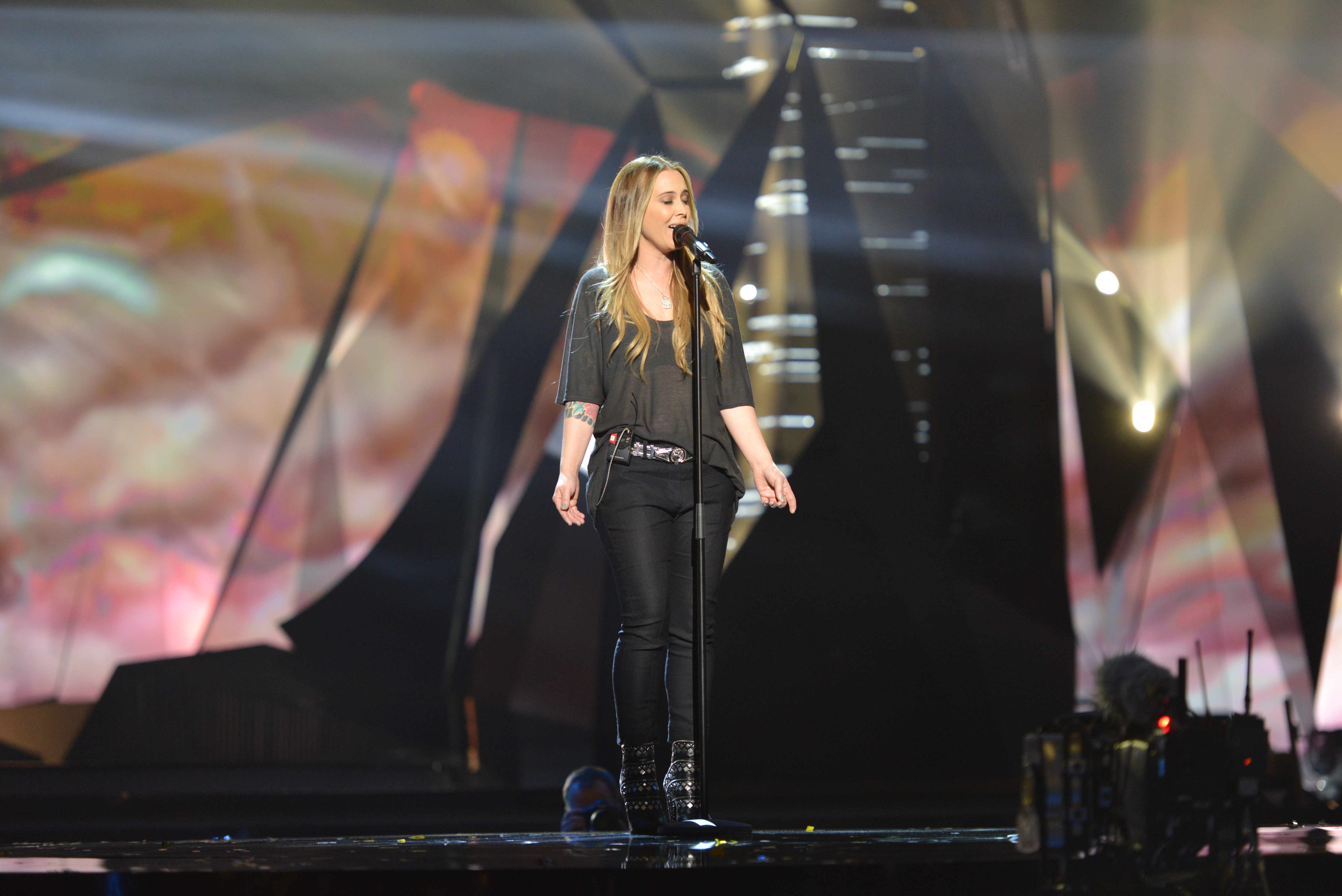
Anouk op het Eurovisiesongfestival 2013.

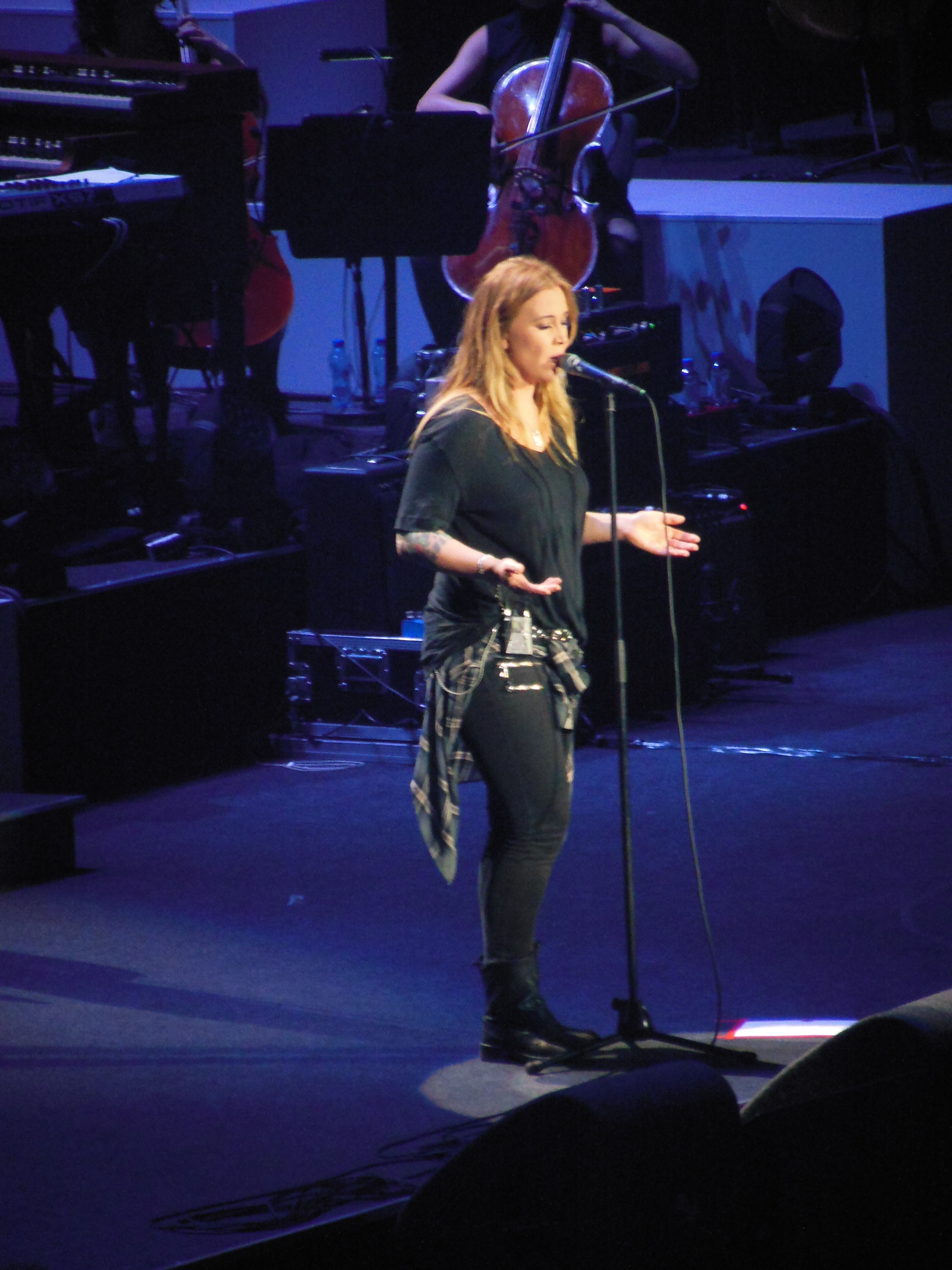
Anouk vult Ziggo Dome te Amsterdam, op maandag 16 december 2013.

Anouk vertegenwoordigde Nederland op het Eurovisiesongfestival 2013 in Malmö in Zweden. Het nummer dat ze daar ten gehore bracht was 'Birds', dat ze schreef met Tore Johansson en Martin Gjerstad. In de eerste halve finale wist ze zich als zesde (van de zestien) te plaatsen voor de finale op 18 mei. Ze was hiermee de eerste Nederlandse act sinds 2004 die in de finale stond. Daar eindigde ze uiteindelijk als negende, de hoogste notering voor Nederland in veertien jaar. Het aantal televisiekijkers in Nederland voor het Eurovisiesongfestival 2013 in zijn geheel was 4,8 miljoen. Tijdens het optreden van Anouk keken er 5,9 miljoen mensen.
Het nieuwe album van Anouk Sad Singalong Songs kwam uit op 17 mei 2013 onder haar eigen platenlabel Goldilox. Als voorproefje was het nummer 'Stardust' eerder al uitgebracht als gratis download. Op 15 mei 2013 werden de videoclips van vier nummers van het nieuwe album uitgebracht. Naast de officiële clip van 'Birds', waren dit de videoclips van 'Kill', 'The Good Life' en 'Pretending As Always'.
Anouk zou in 2013 op de achtste editie van Symphonica in Rosso optreden. Dit zou in eerste instantie plaatsvinden op 16, 18 en 20 oktober. Trijntje Oosterhuis was een van de gastartiesten. Ze speelde een aantal nummers van haar nieuwe album (Sad Singalong Songs) en een aantal oudere hits. Vlak voor de concerten kreeg Anouk echter stemproblemen door de griep, waardoor de concerten van 16 en 20 oktober moesten worden geschrapt. Het concert van 16 oktober werd gegeven op 23 oktober. Voor het geschrapte concert van 20 oktober gaf ze op 16 en 19 december een vervangend concert in de Ziggo Dome. De uitwijking naar de Ziggo Dome was noodzakelijk omdat het niet mogelijk bleek te zijn om dit concert op korte termijn in het Gelredome in te halen.
In 2014 bezorgde Anouk het nummer waarmee Trijntje Oosterhuis Nederland zou gaan vertegenwoordigen op het Eurovisiesongfestival 2015. In het nummer Walk along zong Anouk daarnaast ook achtergrondkoortjes in.

### 2014: Paradise and Back Again
In november 2014 kwam het album Paradise and Back Again uit. Ook op dit album gaan de meeste teksten over haar eigen leven. "Veel liedjes zijn brieven aan mezelf. Levenslessen, waarvan ik me afvraag wat ik had gedaan als iemand ze me vroeger al had verteld."
Het nummer Breathe gaat over de bedreigingen die ze het jaar ervoor kreeg toen ze zich uitsprak in het Zwartepietendebat. Daar waren veel reacties gekomen, o.a. racistische reacties, haatmail en bedreigingen, ook op haar huisadres. Zij en haar kinderen slaan het sinterklaasfeest over.

### Na 2015: The Voice of Holland,Queen For A DayenFake It Till We Die
In 2015 was ze een van de nieuwe coaches in het zesde seizoen van The voice of Holland. Ze was wegens de zwangerschap van haar zesde kind niet te zien in het zevende seizoen. In 2017, 2018, 2019 en 2020 keerde ze terug als coach voor het achtste, negende, tiende en elfde seizoen. In 2022 werd ze het opnieuw, maar ze stopte op 16 januari 2022 per direct na berichtgeving in de media over seksueel misbruik bij kandidaten door medewerkers van het programma. Volgens haar was de leiding van het programma bekend met de misdragingen en verweet ze die niet te hebben ingegrepen. Ze vertelde dat haar vertrek definitief is. Ze noemde het een pleuriszooi en een corrupte bende. Binnen een half jaar kwam ze daarop terug. In het in juni 2022 uitgezonden tv-programma Boerderij Van Dorst verklaarde ze alleen voor "pleuris veel geld" als jurylid en coach bij The voice of Holland te willen terugkeren.
In 2015 bracht Anouk haar eerste Nederlandstalige nummer, getiteld Dominique, tevens de naam van haar vriend, uit.
In maart 2016 kwam Anouks twaalfde studio-album uit, genaamd Queen For A Day. Op 5 februari bracht Anouk de eerste single van dat album, Run Away Together, uit. In The Voice of Holland werd eerder al van datzelfde nummer een gelegenheidsduet vertoond van haar en haar kandidate Jennie Lena.
In oktober 2016 verscheen het album Fake It Till We Die. In 2017 is Anouk gastartiest bij de Holland Zingt Hazes-concerten in de Ziggo Dome.
Ze was vanaf 2018 twee seizoenen duocoach met Ali B in het programma The Voice Family, een online spin-off van The Voice of Holland en was van maart 2019 tot juni 2020 jurylid en coach bij The Voice Kids in het achtste en negende seizoen.
Op 20 oktober 2018 bracht Anouk haar eerste Nederlandstalige album uit. Het album genaamd Wen d'r maar aan kwam in de eerste week binnen op nummer 1 in de Album Top 100.
Op 22 april 2022 bracht Anouk een mini-album uit, genaamd Trails of Fails.
Op 3 november 2023 bracht Anouk haar veertiende studioalbum uit genaamd Deena & Jim. Dit album is opgenomen in Praag en Anouk wordt op dit album begeleid door het Praags Philharmonisch Orkest.

## Privéleven
Nadat ze tot 1998 korte tijd getrouwd was met haar toenmalige manager Edwin Jansen en een relatie had met Satindra Kalpoe (drummer in haar band), kreeg ze een relatie met Remon Stotijn (The Anonymous Mis), frontman van de rapformatie Postmen. Op 16 maart 2004 trouwden ze. Ze kregen drie kinderen; twee zoons en een dochter. Op 5 mei 2008 werd bekendgemaakt dat het stel ging scheiden.
Vanaf maart 2009 had ze een relatie met de zes jaar jongere rapper Unorthadox (pseudoniem van Robert Coenen). Ze hadden tien jaar tevoren al een korte relatie maar Anouk vond destijds het leeftijdsverschil – hij was toen achttien jaar – te groot. Hij is te zien in de destijds opgenomen videoclip van het nummer 'Michel' (2000) en in de clip van 'Three Days In A Row' (2009). Anouk en Unorthadox kregen samen een zoon. Kort daarna werd de relatie beëindigd.
Op 27 juni 2014 kreeg ze een zoon. Met de vader van het kind leefde ze niet samen.
In juni 2016 kreeg Anouk een dochter met haar nieuwe relatie. Voor Anouk was de zwangerschap de aanleiding voor de single Dominique uit 2015. De zwangerschap was ook de reden waarom Anouk het zevende seizoen van The Voice of Holland oversloeg als coach. 
Op 11 juni 2022 trouwde Anouk voor de derde keer tijdens een concert van haar op het Malieveld in Den Haag.